# Капустянский, Николай Александрович

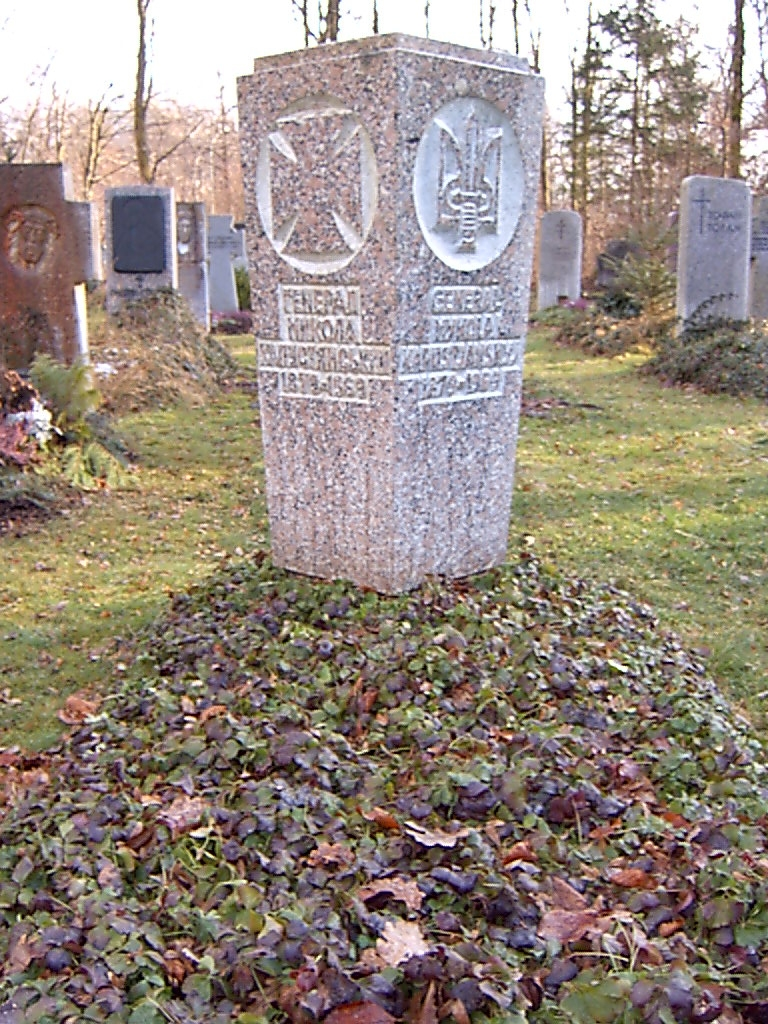
Бывшая (до 2010 года) могила Николая Капустянского на кладбище Вальтфридгоф в Мюнхене (фото 2005 года).

Никола́й Алекса́ндрович Капустя́нский (1879—1969) — офицер Генштаба Русской императорской армии, подполковник (1916), затем — военный деятель Украинской народной республики, генерал-хорунжий (1920), в 1934—1964 годах — один из руководителей запрещённой в России организации украинских националистов.

## Биография
Родился в селе Чумаки Екатеринославского уезда Екатеринославской губернии, Российская империя (ныне — Никопольский район Днепропетровской области, Украина). Сын сельского православного священника.
Окончил 4 класса Екатеринославской духовной семинарии.

## Офицер Русской императорской армии
По достижении призывного возраста, в сентябре 1900 года поступил добровольно на военную службу в Екатеринославе, в 134-й пехотный Феодосийский полк рядовым на правах вольноопределяющегося 2-го разряда. В августе 1901 года направлен на учёбу в Одесское пехотное юнкерское училище, которое окончил по 1-му разряду (с отличием) и в августе 1904 года произведен из портупей-юнкеров в подпоручики (со старшинством с 10.08.1903) с назначением на службу в 105-й пехотный Оренбургский полк, расквартированный в Вильно.
Участник русско-японской войны 1904—1905 годов. Был командирован на театр военных действий и зачислен в состав 8-го Восточно-Сибирского стрелкового полка действующей армии. В сражениях не участвовал. После окончания войны переведен обратно в 105-й пехотный Оренбургский полк.
В сентябре 1907 года, за выслугу лет, произведен в поручики (со старшинством с 10.08.1907), затем, в октябре 1911 года, — в штабс-капитаны (со старшинством с 10.08.1911).
В 1910 году был командирован на учёбу в Императорскую Николаевскую военную академию, курс наук в которой окончил в 1912 году по 1-му разряду, а в 1913 году окончил дополнительный курс наук в академии «успешно» (дипломная работа была посвящена авиационной военной разведке). В 1912 году за успехи в науках награждён орденом Св. Анны III степени. Цензовое командование ротой проходил в 1913—1914 годах в своём 105-м пехотном Оренбургском полку (командовал 16-й ротой), одновременно читал лекции в Виленском военном училище. Был причислен к Генеральному штабу.
Участник Первой мировой войны. 
С началом войны, в июле 1914 года, переведен в 5-ю стрелковую бригаду на должность старшего адъютанта штаба бригады. Высочайшим Приказом от 16.11.1914 произведен в капитаны (со старшинством с 10.08.1913), с переводом в Генеральный штаб и с утверждением в занимаемой должности. В начале 1915 года временно исполнял должность начальника штаба бригады.
В конце 1915 года назначен на должность штаб-офицера для поручений при штабе 21-го армейского корпуса, в начале 1916 года переведен на должность штаб-офицера для поручений при штабе 3-го армейского корпуса.
В составе 5-й, затем 10-й, армий воевал в Польше, Прибалтике, Белоруссии. Был награждён тремя боевыми орденами и Георгиевским оружием. В августе 1916 года произведен в подполковники (со старшинством с 06.12.1915).
В феврале 1917 года назначен начальником штаба 171-й пехотной дивизии.
После Февральской революции, летом 1917 года, поддержал передовую идею генерала Корнилова об украинизации воинских частей бывшей Русской императорской армии на Юго-Западном фронте (с целью повышения их боеспособности) и принял активное участие в этом процессе. С 3 сентября 1917 года — исполняющий должность начальника штаба 104-й пехотной (ставшей после украинизации 1-й Украинской) дивизии (её командующим был генерал-майор Яков Гандзюк). Дивизия входила в состав 34-го армейского корпуса (переименованного после украинизации в 1-й Украинский корпус) под командованием генерал-лейтенанта Павла Скоропадского, провозглашённого затем, в апреле 1918 года, гетманом Украины).
В конце октября 1917 года, во время Октябрьской революции в Петрограде, подполковник Капустянский находился в Киеве как делегат III Всеукраинского войскового съезда и был кандидатом на должность командира украинского полка Охраны Революции, который формировался из делегатов съезда и юнкеров военных училищ, однако в итоге командиром полка был избран Юрий Капкан — командир полка богдановцев.

## Военачальник украинской армии
В конце 1917 года генеральный секретарь Центральной рады по военным делам Семён Петлюра назначил Капустянского начальником штаба 11-й армии. В январе 1918 года он был назначен начальником штаба Северо-Западного фронта, образованного Центральной радой для борьбы с большевиками. 3-го января 1918 года был приглашён комиссаром Центральной Рады на Юго-Западном фронте в Бердичев, чтобы возглавить штаб фронта, однако 19 января 1918 года в Бердичев ворвался революционный отряд левого эсера Киквидзе, разогнал всех сторонников Центральной Рады и передал власть в руки большевистского Военно-революционного комитета. Сумевший избежать ареста Капустянский скрылся в Белой Церкви, в штабе 1-й Украинской дивизии.
5 февраля 1918 года бывший подполковник Капустянский был демобилизован революционными властями из «старой» русской армии.
Доподлинно неизвестно местонахождение Капустянского в начале весны 1918 года, но предполагается, что после освобождения украинскими войсками Житомира, в конце февраля 1918 года он перебрался туда вместе с остатками 1-й Украинской дивизии.
С марта 1918, в чине войскового старшины, служил в Генеральном штабе украинской армии — был членом Военно-учёного комитета при Генштабе. Согласно Общим спискам офицеров Генерального штаба Украинской Державы, Николай Капустянский официально поступил на военную службу 1 мая 1918 года. Возможно, эта дата была поставлена формально, потому что в Житомире Капустянский фактически вернулся на предыдущую должность — начальника штаба 2-й пехотной (бывшей 1-й Украинской) дивизии армии Украинской державы.
В Житомире Капустянский проживал вместе с женой — 26-летней Надеждой Иосифовной — на улице Дмитриевской, 24, но когда именно состоялась его свадьба доподлинно неизвестно: в списках Генерального штаба за 1914 год Николай Александрович значится ещё холостым. В это же время Капустянскому поступило предложение от украинского командования принять должность старшего адъютанта штаба белогвардейского Саратовского корпуса, — от предложения отказался.
12 октября 1918 года был повышен в чинах до полковника, а в начале ноября переведен в Киев начальником канцелярии Военно-научного комитета Главного управления Генерального штаба вооружённых сил Украинской Державы, однако вскоре Киев был взял в осаду войсками Директории Украинской народной республики, восставшими против гетмана Скоропадского.
Поддержал Директорию УНР. В 1919 году — начальник оперативного отдела и заместитель генерал-квартирмейстера штаба армии УНР.
4 апреля 1919 года был арестован атаманом Оскилко по обвинению в сотрудничестве с «красными», 28 апреля 1919 года — освобождён. По состоянию на октябрь 1919 года — генерал-квартирмейстер штаба Действующей армии УНР.
Участник советско-польской войны на стороне поляков в составе армии УНР. С 26 апреля 1920 года — представитель Генерального штаба УНР при Генеральном штабе Войска Польского.
С 15 июня 1920 года — генерал-квартирмейстер Генерального штаба УНР.
С 5 октября 1920 года — генерал-хорунжий.

## В эмиграции
В 1921 году находился интернированным в польском лагере Ланьцут. Жил в Польше до 1923 года, где, по заказу Военного министерства УНР в изгнании, написал военно-стратегическое исследование «Поход украинской армии на Киев-Одессу» (в трёх частях), где подверг суровой критике политику Центральной Рады, Гетманата, Директории, лидеров Западно-Украинской Народной Республики, что привело к разрыву с многими прежними друзьями. Через несколько лет Капустянский стал членом Украинской Войсковой Организации, возглавляемой полковником Евгением Коновальцем.
Переехал в Париж. Был одним из основателей Украинского военно-исторического общества. Принимал активное участие в деятельности украинской эмиграции во Франции, с 1924 года — руководитель организации (укр.)«Українська громада у Франції». В 1929 году был участником Первого конгресса украинских националистов в Вене, на котором был избран заместителем главы президиума конгресса. Вошёл в состав провода украинских националистов, назначен его референтом по военным вопросам (с 1933 года руководил этой референтурой вместе с генералом В. Курмановичем). В 1932—1938 годах — председатель Украинского народного (затем — национального) союза. Издавал во Франции журнал (укр.)«Військові Знання» и (укр.)«За збройну Україну». В 1934 году организовал в Париже Украинскую общину. После того как в неё вошли ещё несколько украинских обществ, возник Украинский народный союз, который стал одним из соучредителей организации украинских националистов (ОУН).
В 1935—1936 годах находился в США и Канаде c организационной миссией ОУН. В 1939 году — участник 2-го Большого съезда Организации украинских националистов в Риме, принадлежал к числу сторонников Андрея Мельника, конкурировавшего со Степаном Бандерой. С 1940, после раскола в ОУН, один из лидеров ОУН (М), которой руководил Мельник.
В начале Великой Отечественной войны, вслед за наступающими немецкими войсками, в составе «походных групп» ОУН прибыл на территорию Украины. В 1941 году — заместитель председателя Украинского национального совета в Киеве, созданного националистами — сторонниками А. Мельника. С разрешения немецких властей основал Украинское военное общество имени Павла Полуботка, возглавил Институт изучения украинской освободительной борьбы, пытался формировать украинские военные части в составе Вермахта. Однако в дальнейшем дистанцировался от немцев, которые не собирались предоставлять Украине независимость, разочаровав этим украинских националистов. В конце 1941 года выехал в Вену, впоследствии — во Львов, где в 1942—1944 годах пытался руководить процессом создания партизанских частей ОУН (М).
С 1945 года находился в эмиграции в Мюнхене. Продолжал активно участвовать в деятельности украинской националистической эмиграции в качестве одного из ближайших сподвижников А. Мельника. С 1948 года — военный министр «правительства УНР в изгнании», член Высшего военного совета; стал генерал-поручиком, затем — генерал-полковником. Участник 3-го, 4-го и 5-го больших съездов ОУН (М), с 1964 года — глава сената Украинского националистического движения, избран на большом съезде 19-25 июля. В 1951 году основал военно-научное общество.
Умер и был похоронен в Мюнхене, на кладбище Вальтфридгоф.
В 2010 году был перезахоронен на Лычаковском кладбище города Львова.

## Идеи и взгляды

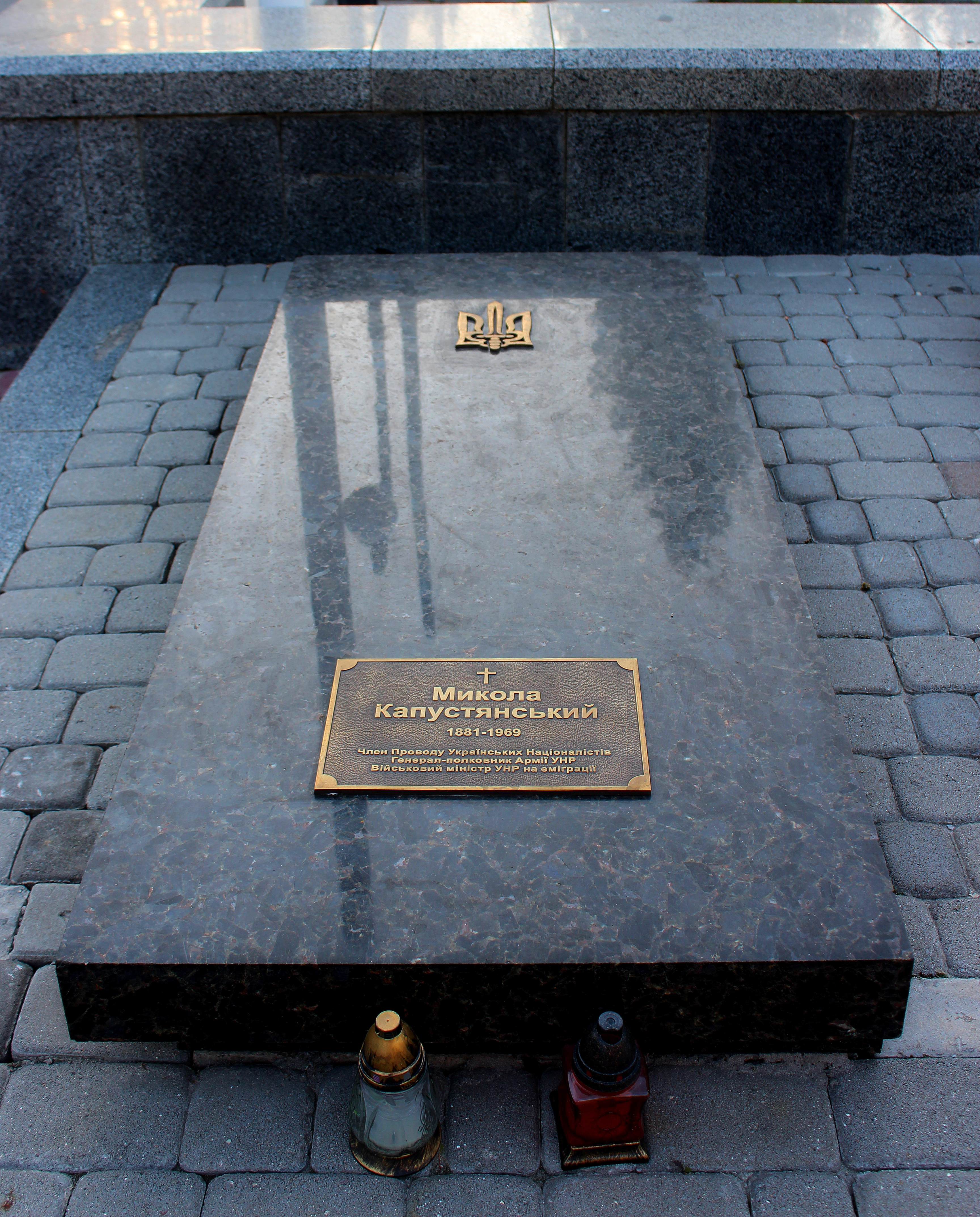
Могила Николая Капустянского во Львове на Лычаковском кладбище (2015 год)

Стремился к объединению всех украинских комбатантов в одной организации.
Одной из его основных идей было создание совместными силами в эмиграции представительного военного журнала, который бы транслировал идеи и достижения украинской военной мысли и по содержанию отвечал бы профессиональным войсковым публикациям. Часто подчеркивал, что в т. н. «суверенной Украине» (УССР), конституция которой предусматривает существование собственных вооруженных сил, нет ни одного военного журнала на украинском языке. В бывшей царской России и в нынешнем СССР издания, посвященные военной тематике, издаются только на русском языке. Украинские военные в советской армии лишены возможности получать информацию из военных газет, журналов, учебников и других изданий на родном языке. Это доказывает, что советская армия также является одним из сильнейших русификаторских средств в руках Москвы.
Благосклонно относился к воинам дивизии СС «Галичина».

## Труды
- (укр.) Похід Українських армій на Київ-Одесу в 1919 році (1921—1922, 1946; Киев, 2004
- (укр.) Українська збройна сила й українська національна революція (1936).
- (укр.) Перша Українська Дивізія УНА. Історія Українського Війська. — Вінніпеґ, І. Тиктор, 1953

## Награды
Ордена:
- Святого Станислава 3-й степени, — «за отлично-усердную службу и труды, понесённые во время военных действий» (ВП от 23.03.1907)
- Святой Анны 3-й степени, — «за отличные успехи в науках, окончившему военную академию» (ВП от 19.05.1912)
- Святой Анны 4-й степени с надписью «За храбрость» (ВП от 24.04.1915[19])
- Святого Владимира 4-й степени с мечами и бантом (ВП от 27.04.1915[20])
- Святого Станислава 2-й степени с мечами (утв. ВП от 24.05.1916[21])

Оружие:
- Георгиевское оружие (утв. ВП от 04.07.1916[22]):

 «За то, что, будучи в должности старшего адъютанта штаба 5-й стрелковой бригады: 1) в боях 8-го сентября 1915 года, когда противник захватил высоту 83,6 и начал распространяться вглубь нашего расположения, по его указанию был двинут резерв, остановивший движение немцев, а несколько позже был им направлен батальон 80-го пехотного Кабардинского Генерал-Фельдмаршала Князя Барятинского полка, принявший участие в контр-атаке, результатом которой было овладение нашими войсками высотой 83,6; 2) 9-го сентября успешно выполнил порученную ему оборону шоссе на линии Пасторат—Свильпишки, создав линию обороны, на которой было остановлено дальнейшее наступление немцев; как 8-го, так и 9-го сентября капитан Капустянский, многократно находясь под сильным огнём противника, самоотверженно подвергая себя опасности, своей деятельностью содействовал успешной обороне позиций под Двинском» 
Медали:
- Тёмно-бронзовая «В память русско-японской войны» (1907)
- Светло-бронзовая «В память 300-летия царствования дома Романовых» (1913)

Нагрудные знаки:
- Знак Одесского военного училища (1913)
- Офицерский знак 105-го пехотного Оренбургского полка (1911)
- Знак Николаевской военной академии (1912)
- Знаки отличия УНР:
  - Крест Симона Петлюры (в конце 1930-х годов)
  - Военный крест (в конце 1950-х годов)
- Знак отличия ЗУНР:
  - Галицкий Крест[укр.] (в конце 1930-х годов)

## Память
- В 2019 году, в Украине, на государственном уровне, отмечалось 140-летие со дня рождения Николая Капустянского, генерал-хорунжего армии УНР[24].